# Vázsnok
Vázsnok je selo u središnjoj južnoj Mađarskoj.
Zauzima površinu od 4,75 km četvornih.

## Zemljopisni položaj
Nalazi se na 46° 16' sjeverne zemljopisne širine i 18° 8' istočne zemljopisne dužine, sjeverozapadno od gorja Mečeka, na sjeverozapadu Baranjske županije, 1 km južno od županijske granice sa Šomođskom županijom. Kotarsko sjedište Šaš je 1 km zapadno i jugozapadno, Palé je 3 km zapadno, Meződ je 2 km sjeverozapadno, Dubovac je 3 km sjeverno, Tarrós je 1 km sjeveroistočno, Tikeš je 3 km sjeveroistočno, Kisvaszar je 6 km istočno, Varga je 1,5 km, a  Felsőegerszeg 500 m jugoistočno, Raslovo je 3 km južno.

## Upravna organizacija
Upravno pripada Šaškoj mikroregiji u Baranjskoj županiji. Poštanski broj je 7370. 

## Promet
Nalazi se 1 km istočno od željezničke prometnice Šaš-Komlov i Šaš-Selurinac i 1 km istočno od državne cestovne prometnice br. 66.

## Stanovništvo
Vázsnok ima 144 stanovnika (2001.). Mađara su većina. Romi u selu imaju manjinsku samoupravu, a čine 6% stanovnika. Nijemaca je oko 3%, još manji je postotak i Poljaka. 2/3 sela su rimokatolici.

## Vanjske poveznice
- Vázsnok na fallingrain.com